# Philodryas boulengeri
Philodryas boulengeri är ett inte längre giltigt vetenskapligt namn för en orm som beskrevs av Procter 1923. Philodryas boulengeri listades i släktet Philodryas och familjen snokar.
Taxonet som beskrevs av Procter blev senare en synonym till Philodryas argentea. Tidigare användes samma namn för ett taxon (Wener, 1909) som blev synonym till Philodryas mattogrossensis. En ny beskriven art där några exemplar från de gamla avhandlingar ingick fick därför inte ha samma namn. Den nya arten är Philodryas georgeboulengeri.